# هل لي أن أساعدك
هل لي أن أساعدك (بالكورية: 일당백집사)‏ هو مسلسل تلفزيوني كوري جنوبي من بطولة لي هيري وجون، عرض على قناة إم بي سي من 19 أكتوبر الى 22 ديسمبر 2022 ، بث كل يوم الأربعاء والخميس الساعة 21:50 بتوقيت (KST).

## القصة
الخادم كيم، (لي جون يونغ) الذي يدير مهمات تبدأ بتكلفة 100 وون لكل وظيفة، ومديرة الجنازة بايك دونغ جو (لي هيري)، التي تمنح رغبات الموتى، وتدير شركة مهام تسمى Ildangbaek.

## المشاهدات
| الموسم | الموسم | رقم الحلقة | رقم الحلقة | رقم الحلقة | رقم الحلقة | رقم الحلقة | رقم الحلقة | رقم الحلقة | رقم الحلقة | رقم الحلقة | رقم الحلقة | رقم الحلقة | رقم الحلقة | رقم الحلقة | رقم الحلقة | رقم الحلقة  | رقم الحلقة  | المتوسط     |
| الموسم | الموسم | 1          | 2          | 3          | 4          | 5          | 6          | 7          | 8          | 9          | 10         | 11         | 12         | 13         | 14         | 15          | 16          | المتوسط     |
| ------ | ------ | ---------- | ---------- | ---------- | ---------- | ---------- | ---------- | ---------- | ---------- | ---------- | ---------- | ---------- | ---------- | ---------- | ---------- | ----------- | ----------- | ----------- |
|        | 1      | 653        | 587        | غ/م        | 581        | غ/م        | غ/م        | غ/م        | 705        | غ/م        | غ/م        | غ/م        | 548        | غ/م        | 608        | ستُعلن لاحقًا | ستُعلن لاحقًا | ستُعلن لاحقًا |

| الحلقات | تاريخ البث     | تقييمات (نيلسن كوريا) | تقييمات (نيلسن كوريا) |
| الحلقات | تاريخ البث     | على الصعيد الوطني     | سيئول                 |
| ------- | -------------- | --------------------- | --------------------- |
| 1       | 19 أكتوبر 2022 | 3.9%                  | 3.9%                  |
| 2       | 20 أكتوبر 2022 | 3.7%                  | 3.9%                  |
| 3       | 26 أكتوبر 2022 | 3.0%                  | غ/م                   |
| 4       | 27 أكتوبر 2022 | 3.6%                  | 3.6%                  |
| 5       | 9 نوفمبر 2022  | 2.1%                  | غ/م                   |
| 6       | 10 نوفمبر 2022 | 2.5%                  | غ/م                   |
| 7       | 16 نوفمبر 2022 | 2.7%                  | غ/م                   |
| 8       | 17 نوفمبر 2022 | 4.0%                  | 4.2%                  |
| 9       | 30 نوفمبر 2022 | 2.6%                  | غ/م                   |
| 10      | 1 ديسمبر 2022  | 3.5%                  | غ/م                   |
| 11      | 7 ديسمبر 2022  | 3.0%                  | غ/م                   |
| 12      | 8 ديسمبر 2022  | 3.1%                  | غ/م                   |
| 13      | 14 ديسمبر 2022 | 2.6%                  | غ/م                   |
| 14      | 15 ديسمبر 2022 | 3.3%                  | غ/م                   |
| 15      | 21 ديسمبر 2022 | 2.7%                  | غ/م                   |
| 16      | 22 ديسمبر 2022 | 3.2%                  | 3.7%                  |

## روابط خارجية
- الموقع الرسمي
 باللغة الكورية
- هل لى أن أساعدك؟ على موقع IMDb (الإنجليزية)
- هل لى أن أساعدك؟ على موقع ليتربوكسد (الإنجليزية)
- هل لى أن أساعدك؟ على موقع قاعدة بيانات الفيلم (الإنجليزية)
- هل لي أن أساعدك على هانسينما